# Cary Middlecoff
Cary Middlecoff, né le 6 janvier 1921 à Halls (États-Unis) et mort le 1er septembre 1998 à Memphis (États-Unis), est un golfeur professionnel américain.
Professionnel dans les années 1940 et 1950, il est l'un des meilleurs golfeurs de cette période remportant quarante victoires professionnelles dont 39 sur le circuit de la PGA, le plaçant à la dixième place des golfeurs ayant remporté le plus de tournois sur ce circuit. Au sein de son palmarès, il compte le gain de trois tournois majeurs - l'Open américain en 1949 et 1956, et le Masters en 1955. Il remporte également la Ryder Cup en 1953, 1955 et 1959.

## Palmarès

### Victoires professionnelles
| N° | Date       | Circuit principal | Tournoi        | Score           | Par | Marge   | Finaliste                 |
| -- | ---------- | ----------------- | -------------- | --------------- | --- | ------- | ------------------------- |
| .  | 11/06/1949 | PGA               | Open américain | 75-67-69-75=286 | + 2 | 1 coup  | Clayton Heafner Sam Snead |
| .  | 10/04/1955 | PGA               | The Masters    | 72-65-72-70=279 | - 9 | 7 coups | Ben Hogan                 |
| .  | 16/06/1956 | PGA               | Open américain | 71-70-70-70=281 | + 1 | 1 coup  | Julius Boros Ben Hogan    |